# VfR Alsheim
Der VfR Alsheim 1928 e. V. ist ein deutscher Fußballverein mit Sitz in der rheinland-pfälzischen Ortsgemeinde Alsheim innerhalb der Verbandsgemeinde Eich im Landkreis Alzey-Worms.

## Geschichte

### Nachkriegszeit
Die erste Mannschaft spielte spätestens ab der Saison 1946/47 in der zu dieser Zeit zweitklassigen Landesliga Rheinhessen. Den höchsten Platz innerhalb dieser Spielklasse erreicht man dann in der Saison 1948/49 mit 21:19 Punkten auf dem fünften Platz. Zur Saison 1949/50 wechselte der Verein dann in die Landesliga Vorderpfalz und stieg dort am Ende dieser Saison mit 12:48 Punkten über den 15. Platz wieder ab.

### Heutige Zeit
In der Saison 2003/04 spielte der Verein in der Kreisliga Worms, aus der man am Ende der Spielzeit mit lediglich 9 Punkten als letzter in der Tabelle absteigen musste. In der 1. Kreisklasse verfehlte man dann mit 64 Punkten nur knapp den direkten Wiederaufstieg. Erst am Ende der Saison 2010/11 gelang es dann sich mit 77 Punkten auf dem ersten Platz zu positionieren und damit den Aufstieg zurück in die Kreisliga wahrzunehmen. Bereits nach der Saison 2012/13 landete die Mannschaft dann jedoch mit 23 Punkten nur noch auf dem 15. Platz der Tabelle, womit ein Entscheidungsspiel gegen den TuS Nack nötig wurde. Dieses verlor der VfR dann jedoch haushoch mit 6:0 und musste damit erneut absteigen, diesmal in die C-Klasse. Nach der Saison konnte man sich dann mit 62 Punkten auf dem zweiten Platz hinter Meister Normannia Pfiffligheim platzieren. Somit durfte der Verein an der Aufstiegsrunde zur B-Klasse teilnehmen, in welcher er jedoch mit 0 Punkten am Ende den Aufstieg verpasste. Nach der Spielzeit 2017/18 gelang ein weiteres Mal der zweite Platz, auch ein weiteres Mal kam man in der anschließenden Aufstiegsrelegation nicht über die 0 Punkte hinaus. Somit spielt der Verein auch noch bis heute in der C-Klasse.